# Agrotis fasciata
Agrotis fasciata е изчезнал вид насекомо от семейство Нощни пеперуди (Noctuidae).

## Разпространение
Видът е бил ендемичен за остров Мидуей.